# Euagrus garnicus
Euagrus garnicus är en spindelart som beskrevs av Coyle 1988. Euagrus garnicus ingår i släktet Euagrus och familjen Dipluridae. Inga underarter finns listade i Catalogue of Life.